# Kleine Schmalfußbeutelmaus

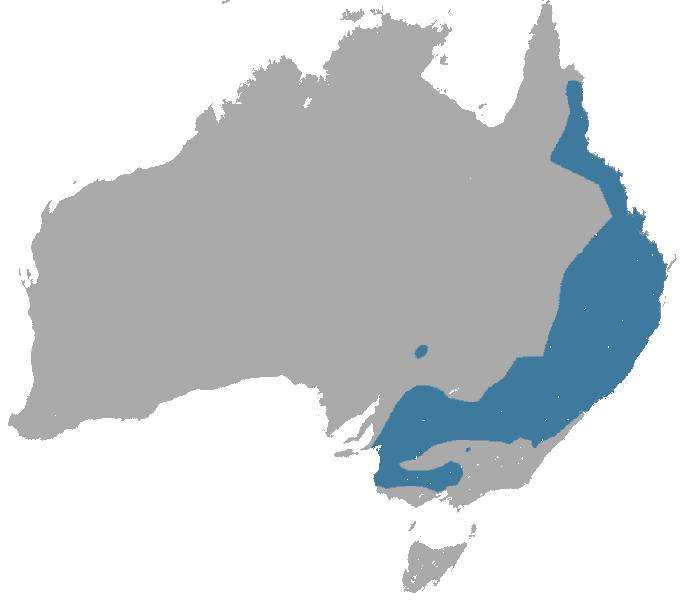
Verbreitungskarte der Kleinen Schmalfußbeutelmaus

Die Kleine Schmalfußbeutelmaus (Sminthopsis murina) ist eine Beutelsäugerart aus der Gattung der Schmalfuß-Beutelmäuse, die im Osten Australiens weit verbreitet ist.

## Beschreibung
Die Kopfrumpflänge der Männchen beträgt 76 mm bis 104 mm, der Schwanz ist 79 mm bis 99 mm lang und das Gewicht liegt bei 16 bis 28 g. Weibchen sind mit einer Kopfrumpflänge von 64 mm bis 92 mm, einer Schwanzlänge von 68 mm bis 92 mm und einem Gewicht von 10 bis 22 g etwas kleiner. Das Fell ist auf der Rückenseite mausgrau und am Bauch weißlich. Die Schnauze ist spitz, Ohren und Augen sind relativ groß.

## Verbreitung und Lebensraum
Das Verbreitungsgebiet von S. murina erstreckt sich von der östlichen und südöstlichen Küste und Zentralaustralien von der Kap-York-Halbinsel im Northern Territory bis nach Victoria und South Australia östlich der Flinderskette.
Es existierten zwei Unterarten:
- S. murina murina lebt im gesamten oben genannten Verbreitungsgebiet,
- S. murina tadei nur zwischen Townsville und Cairns im nordöstlichen Queensland.

Die Kleine Schmalfußbeutelmaus wird auf Höhen zwischen 60 und 360 m gefunden und bevorzugt Gebiete mit einem Niederschlag zwischen 30 und 85 cm jährlich. Die bewohnten Lebensräume sind Eukalyptusbüsche, trockene Waldgebiete und trockenes Heideland.

## Fortpflanzung
Die Fortpflanzungszeit beginnt in New South Wales im September und dauert bis März an. Die Weibchen können sich noch in der nächsten Paarungszeit paaren, die Männchen sterben gewöhnlich nach der Paarung. Die Tragzeit beträgt 12,5 Tage, danach werden 8 bis 10 Junge geboren, die mit 60 bis 65 Tagen entwöhnt werden. Diese Spezies ist nachtaktiv.

## Ernährung
Die Nahrung besteht aus Gliederfüßern.

## Bedrohung
Die IUCN listet diese Art als „nicht gefährdet“ (least concern).

## Belege
1. 1 2 3  Andrew Baker: Family Dasyuridae (Carnivorous Marsupials). Seite 334–348 in Don E. Wilson, Russell A. Mittermeier: Handbook of the Mammals of the World – Volume 5. Monotremes and Marsupials. Lynx Editions, 2015, ISBN 978-84-96553-99-6
2. ↑  Sminthopsis murina in der Roten Liste gefährdeter Arten der IUCN 2013.1. Eingestellt von: Dickman, C., Burnett, S. & McKenzie, N., 2008. Abgerufen am 25. September 2013.